# Dodge Hornet

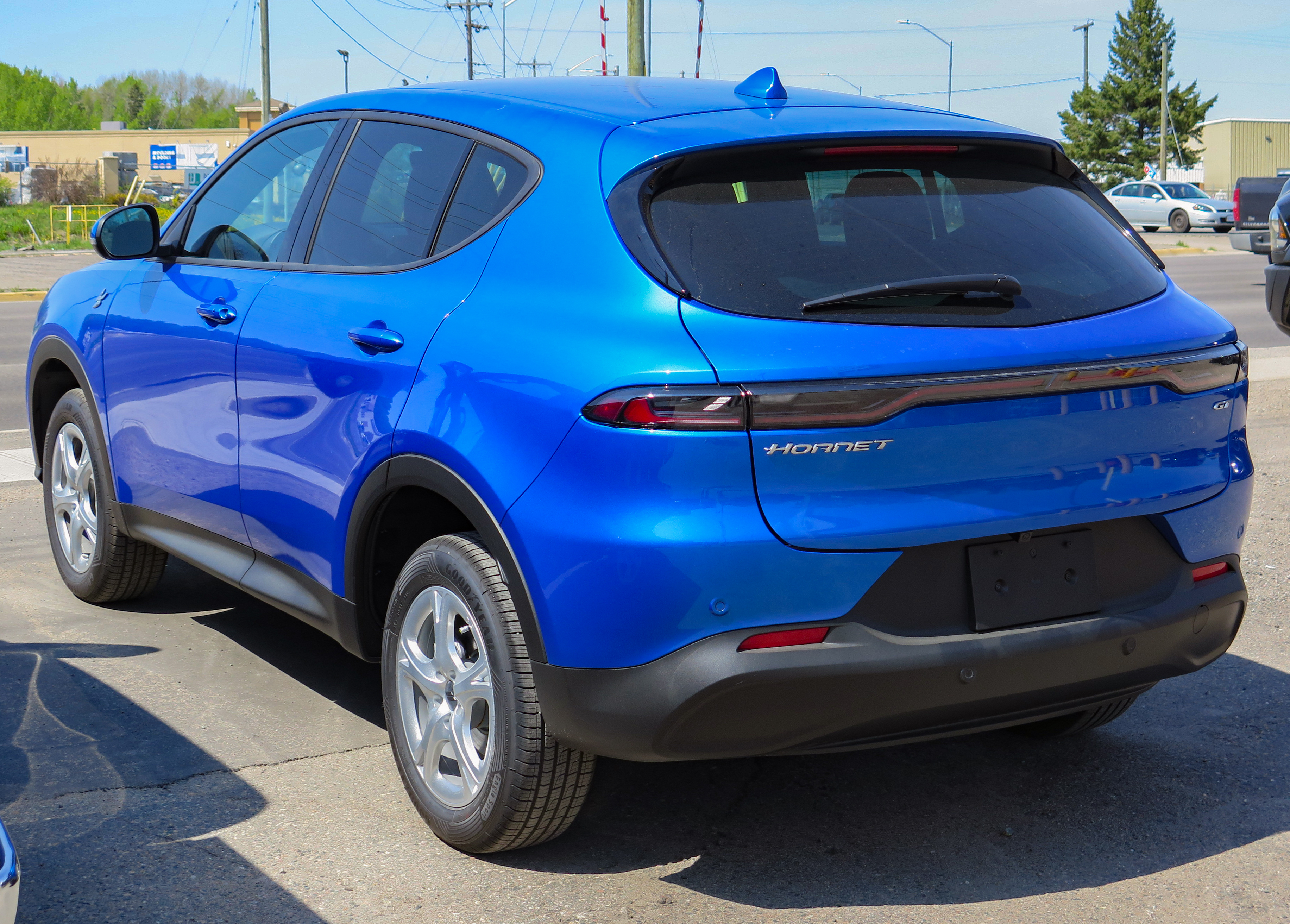
Heckansicht

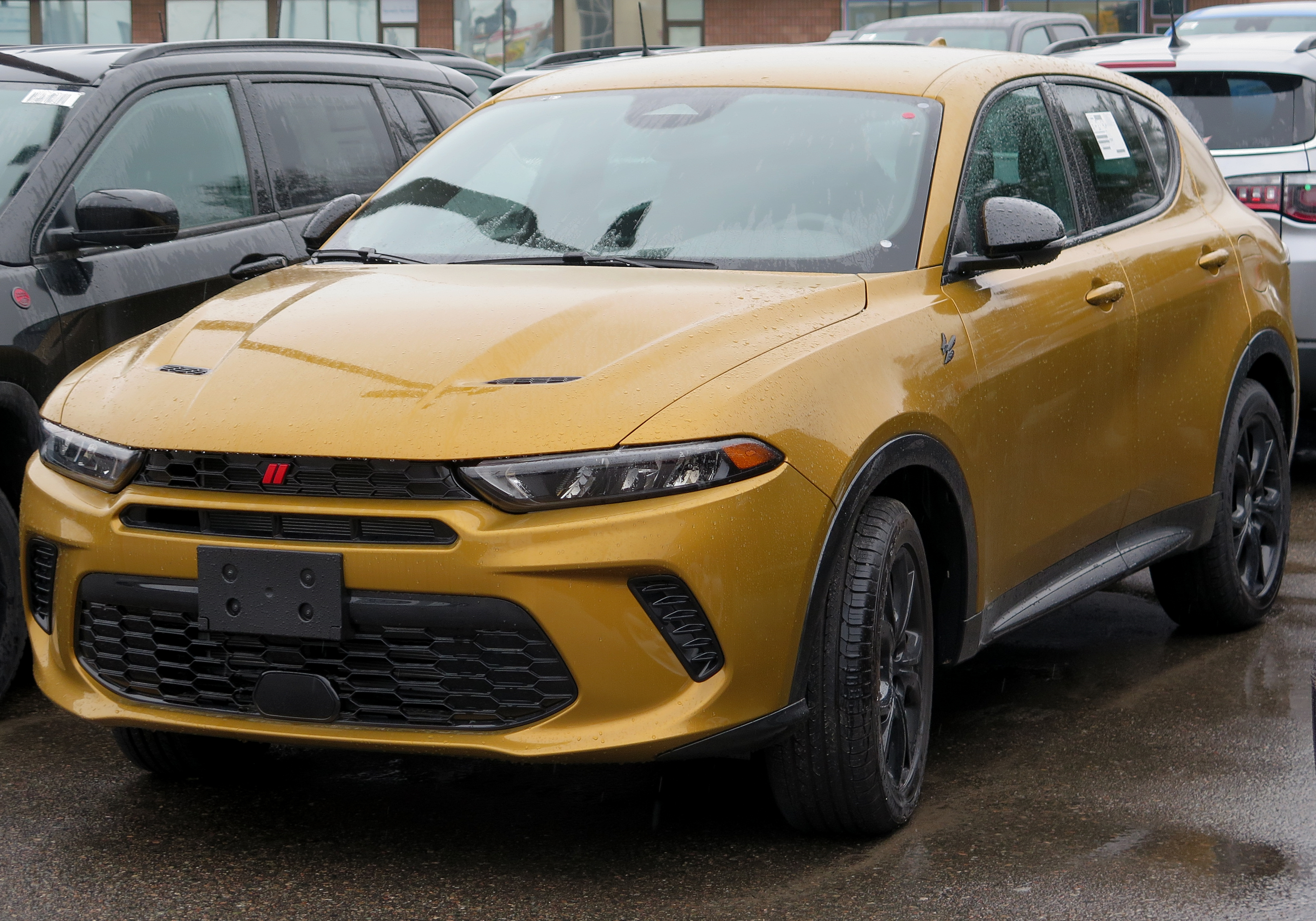
Dodge Hornet R/T PHEV (seit 2023)

Der Dodge Hornet ist ein Kompakt-SUV der US-amerikanischen Marke Dodge.

## Geschichte
Hornet war von 1951 bis 1957 ein Pkw von Hudson, die 1954 zur American Motors Corporation (AMC) fusionierten. Von 1970 bis 1977 wärmte AMC den Namen wieder auf.  Die Neuauflage von Dodge wurde im August 2022 vorgestellt. Seit Januar 2023 wird er in Nordamerika verkauft. Eine Plug-in-Hybrid-Variante folgte kurz darauf.
Eingeordnet ist das Fahrzeug auf dem nordamerikanischen Markt als Einstiegsmodell der zum Stellantis-Konzern gehörenden Marke. In Mexiko wird der Hornet hingegen nicht angeboten, dort steht mit dem Dodge Journey auf Basis des GAC Trumpchi GS 5 seit 2021 allerdings ein Modell in einem ähnlichen Segment im Portfolio. Der Hornet ist technisch baugleich zum Alfa Romeo Tonale, der im Gegensatz zum Hornet auch in Europa vermarktet wird. Produziert werden beide Fahrzeuge im italienischen Stellantis-Werk Pomigliano d’Arco.
Hornet ist englisch für „Hornisse“.

## Technik
Angetrieben wird das SUV entweder von einem Zweiliter-Ottomotor mit 200 kW (272 PS) oder einem Zweiliter-Plug-in-Hybrid mit einer Systemleistung von 215 kW (292 PS). Das Schwestermodell Tonale hat im Gegensatz zum Hornet einen 1,5-Liter-Ottomotor in zwei Leistungsstufen. Der Plug-in-Hybrid-Antrieb verwendet die gleichen Komponenten, ist im Tonale aber etwas schwächer. Außerdem steht im italienischen Modell noch ein Dieselmotor zur Wahl. Der Hornet ist nur mit Allradantrieb verfügbar.

### Technische Daten
|                                             | GT                      | R/T PHEV                    |
| Bauzeitraum                                 | seit 01/2023            | seit 02/2023                |
| Motorkenndaten                              |                         |                             |
| Motortyp                                    | R4-Ottomotor            | R4-Ottomotor + Elektromotor |
| Motoraufladung                              | Turbolader              | Turbolader                  |
| Hubraum                                     | 1995 cm³                | 1332 cm³                    |
| max. Leistung Verbrennungsmotor bei min−1   | 200 kW (272 PS) / 5000  | 132 kW (180 PS)             |
| max. Leistung Elektromotor                  | —                       | 90 kW (122 PS)              |
| max. Systemleistung                         | —                       | 215 kW (292 PS)             |
| max. Drehmoment Verbrennungsmotor bei min−1 | 400 Nm / 3000           | 270 Nm                      |
| max. Drehmoment Elektromotor                | —                       | 249 Nm                      |
| max. Systemdrehmoment                       | —                       | 519 Nm                      |
| Kraftübertragung                            |                         |                             |
| Antrieb                                     | Allradantrieb           | Allradantrieb               |
| Getriebe                                    | 9-Gang-Wandlerautomatik | 6-Gang-Wandlerautomatik     |
| Messwerte                                   |                         |                             |
| Höchstgeschwindigkeit                       | 225 km/h                | 206 km/h                    |
| Beschleunigung, 0–100 km/h                  | 6,5 s                   | 6,1 s                       |
| Leergewicht                                 | 1600 kg                 | 1875 kg                     |
| Kraftstoffverbrauch auf 100 km (kombiniert) | k. A.                   | k. A.                       |
| Tankinhalt                                  | 51 l                    | 42 l                        |